# NGC 1140
NGC 1140 је спирална галаксија у сазвежђу Еридан која се налази на NGC листи објеката дубоког неба.
Деклинација објекта је - 10° 1' 41" а ректасцензија 2h 54m 33,5s. Привидна величина (магнитуда) објекта NGC 1140 износи 12,5 а фотографска магнитуда 13,1. Налази се на удаљености од 18,2000 милиона парсека од Сунца. NGC 1140 је још познат и под ознакама MCG -2-8-19, MK 1063, VV 482, IRAS 02521-1013, PGC 10966.